# Kategoria e Parë 1993-1994
La Kategoria e Parë 1993-1994 fu la 55ª edizione della massima serie del campionato albanese di calcio disputata tra il 4 settembre 1993 e il 30 aprile 1994 e conclusa con la vittoria del Teuta, al suo primo titolo.
Capocannoniere del torneo fu Edi Martini (Vllaznia) con 14 reti.

## Formula
In questa stagione il numero delle squadre partecipanti passò da 16 a 14. Disputarono un turno di andata e ritorno per un totale di 26 partite con le ultime due classificate retrocesse in Kategoria e Dytë.
Le squadre qualificate alle coppe europee furono due: la vincente del campionato fu ammessa alla Coppa UEFA 1994-1995 e la vincente della coppa d'Albania alla Coppa delle Coppe 1994-1995.

## Squadre
| Squadra             | Città    | Stadio | Stagione 1992-1993 |
| ------------------- | -------- | ------ | ------------------ |
| KS Elbasani         | Elbasan  |        | 5°                 |
| Tirana              | Tirana   |        | 11°                |
| KF Partizani Tirana | Tirana   |        | Campione d'Albania |
| Dinamo Tirana       | Tirana   |        | 6°                 |
| Flamurtari          | Valona   |        | 13°                |
| Vllaznia            | Scutari  |        | 4°                 |
| Teuta Durrës        | Durazzo  |        | 2°                 |
| Sopoti              | Librazhd |        | 12°                |
| Albpetrol           | Patos    |        | 9°                 |
| Besa Kavajë         | Kavajë   |        | 3°                 |
| Apolonia            | Fier     |        | 7°                 |
| KS Lushnja          | Lushnjë  |        | 8°                 |
| KF Laçi             | Laç      |        | 10°                |
| Besëlidhja          | Alessio  |        | Kategoria e Dytë   |

## Classifica finale
|                    | Pos. | Squadra     | Pt | G  | V  | N  | P  | GF | GS | DR  |
| ------------------ | ---- | ----------- | -- | -- | -- | -- | -- | -- | -- | --- |
| Albania (bandiera) | 1    | Teuta       | 37 | 26 | 14 | 9  | 3  | 37 | 9  | +28 |
|                    | 2    | Tirana      | 33 | 26 | 13 | 7  | 6  | 36 | 16 | +20 |
|                    | 3    | Flamurtari  | 30 | 26 | 11 | 8  | 7  | 26 | 21 | +5  |
|                    | 4    | Vllaznia    | 28 | 26 | 11 | 6  | 9  | 33 | 28 | +5  |
|                    | 5    | Partizani   | 25 | 26 | 6  | 13 | 7  | 27 | 25 | +2  |
|                    | 6    | Dinamo      | 25 | 26 | 5  | 15 | 6  | 25 | 27 | -2  |
|                    | 7    | Apolonia    | 25 | 26 | 8  | 9  | 9  | 25 | 28 | -3  |
|                    | 8    | KS Elbasani | 25 | 26 | 9  | 7  | 10 | 26 | 30 | -4  |
|                    | 9    | Albpetrol   | 24 | 26 | 8  | 8  | 10 | 31 | 31 | 0   |
|                    | 10   | Besëlidhja  | 24 | 26 | 9  | 6  | 11 | 27 | 33 | -6  |
|                    | 11   | Besa        | 24 | 26 | 8  | 8  | 10 | 24 | 37 | -7  |
|                    | 12   | Laçi        | 23 | 26 | 8  | 7  | 11 | 32 | 36 | -4  |
|                    | 13   | KS Lushnja  | 23 | 26 | 7  | 9  | 10 | 20 | 25 | -5  |
|                    | 14   | Sopoti      | 18 | 26 | 6  | 6  | 14 | 19 | 42 | -23 |

Legenda:

      Campione d'Albania
      Ammesso alla Coppa delle Coppe
      Retrocesso in Kategoria e Dytë
Note:

Due punti a vittoria, uno a pareggio, zero a sconfitta.

## Verdetti
- Campione: Teuta
- Qualificata alla Coppa UEFA: Teuta
- Qualificata alla Coppa delle Coppe: Tirana
- Retrocessa in Kategoria e Dytë: KS Lushnja, Sopoti